# (24390) 2000 AD177
(24390) 2000 AD177 è un asteroide troiano di Giove del campo greco. Scoperto nel 2000, presenta un'orbita caratterizzata da un semiasse maggiore pari a 5,252067 UA e da un'eccentricità di 0,056363, inclinata di 12,637390° rispetto all'eclittica. Ha un diametro di 25,380 km e un'albedo di 0,069.